# Гетьманські клейноди
«Ге́тьманські клейно́ди» — український історичний художній фільм режисера Леоніда Осики, котрий відзнято 1993 року на кіностудії Довженка за мотивами повісті Богдана Лепкого «Крутіж».
Прем'єра фільму в Україні відбулася 1 вересня 1993 року.

## Сюжет
Дія картини відбувається 1659 року, через два роки після смерті Богдана Хмельницького, коли його 18-літній син Юрій усунув од влади гетьмана Виговського. Прибічники Богдана Хмельницького намагаються допомогти його дочці Олені врятувати клейноди — символи гетьманської влади та незалежності України. Героям фільму довелося зазнати багато випробувань у боротьбі за безцінні реліквії.

## Акторський склад
- Сергій Романюк — Валько Босаківський
- Людмила Єфименко — Олена Нечаєва
- Лесь Сердюк — сотник Журба
- Світлана Князева — Журбиха
- Борис Хмельницький — Заграва
- Володимир Коляда — Кресало
- Володимир Голубович — Петро
- Кость Степанков — Улас
- Таїсія Литвиненко — Устя
- Владислав Кривоногов — Фтерапонт Безродний
- Світлана Круть — Загравина коханка
- Георгій Морозюк — Телеп
- Інна Капиніс —
- Костянтин Артеменко — селянин

## Знімальна група
- Автори сценарію: Сергій Дяченко, Леонід Осика
- Режисер-постановник: Леонід Осика
- Оператор-постановник: Вадим Іллєнко
- Художник-постановник: Інна Биченкова
- Художник по костюмах: Ірина Бойчук
- Композитор: Володимир Губа
- Головний консультант: Георгій Якутович
- Звукооператор: Богдан Міхневич
- Режисер: Микола Федюк
- Монтажер: Марфа Пономаренко
- Грим: Алевтини Лосєвої
- Оператор: Володимир Беспальчий
- Комбіновані фільмування:
  - оператор: Ю. Лемешев
  - художник: П. Корягін
- Майстер по світлу: Л. Кузьменко
- Редактор: Олександр Шевченко
- Симфонічний оркестр державної телерадіокомпанії України, диригент — Володимир Сіренко
- Хор Київської консерваторії під керівництвом Павла Муравського
- «Колискову» В. Губи на слова Богдана Лепкого виконує Світлана Князева
- Фільм веде Олександр Шевченко
- Директор: Вадим Драпій

## Нагороди
- 2-ий російський МКФ «Золотий Вітязь» у 1993 році: приз за найкраще образотворче рішення (художник-постановник: Інна Биченкова)[1].
- 6-ий італійський МКФ молодого кіно у Турині у 1988 році: гран-прі за кращий короткометражний фільм.[1]